# 아불 가지 3세
아빌가지 카이불, 통상 아불 가지 칸, 아불 가지 3세(? ~ 1815년)은 히바 칸국의 칸 중 한명이다. 그는 카이프 칸의 장남이며, 바트르 칸의 손자이다.

## 생애
그는 1767년 말부터 1768년 초까지 히바 칸국의 칸을 지냈다. 이 칸은 약 6개월 동안 칸 직위에 있었으나, 일부 문헌에 의하면 1달밖에 있지 않았다고도 한다. 그는 18세기의 카라팔락족 90번째 칸이었다. 그의 아버지가 죽은 후, 장켄트 시에서 일리물리 칸(1794년~1815년)이 태어나고 그가 칸으로 올라갔다.
그가 칸 직위에서 내려온 후, 친척들의 지원도 끊어지고 가난한 삶을 보냈다. 그가 매장된 장소는 알 수 없다.

## 가족
그의 자식으로는 아린가지, 일라스, 누르음, 피스잔, 아르다, 에스칸디르, 엘잔이 있다.